# Clastoptera globosa
Clastoptera globosa är en insektsart som beskrevs av Fowler 1897. Clastoptera globosa ingår i släktet Clastoptera och familjen Clastopteridae. Inga underarter finns listade i Catalogue of Life.